# Eleccions regionals de Sardenya de 1961
Les eleccions regionals per a renovar el Consell Regional de Sardenya se celebraren el 18 de juny de 1961. La participació fou del 86,8%.
| ← Eleccions regionals de Sardenya, 1961 →                 |         |        |        |
| Partits                                                   | vots    | %      | escons |
| Democràcia Cristiana Italiana (DC)                        | 320.756 | 46,4%  | 37     |
| Partit Comunista Italià (PCI)                             | 131.622 | 19,0%  | 14     |
| Partit Socialista Italià (PSI)                            | 66.523  | 9,6%   | 7      |
| Partit Sard d'Acció -Partit Republicà Italià (PSd'Az-PRI) | 50.039  | 7,2%   | 5      |
| Moviment Social Italià (MSI)                              | 42.145  | 6,1%   | 4      |
| Partit Democràtic Italià d'Unitat Monàrquica (PDIUM)      | 33.985  | 4,9%   | 2      |
| Partit Liberal Italià (PLI)                               | 23.011  | 3,3%   | 1      |
| Partit Socialista Democràtic Italià (PSDI)                | 21.736  | 3,1%   | 2      |
| altres                                                    | 2.490   | 0,4%   | -      |
| Total                                                     | 692.307 | 100,00 | 72     |

Font Web del consell regional de Sardenya